# Station Thetford
Thetford is een spoorwegstation van National Rail in Thetford, Breckland in Engeland. Het station is eigendom Network Rail en wordt beheerd door Greater Anglia.

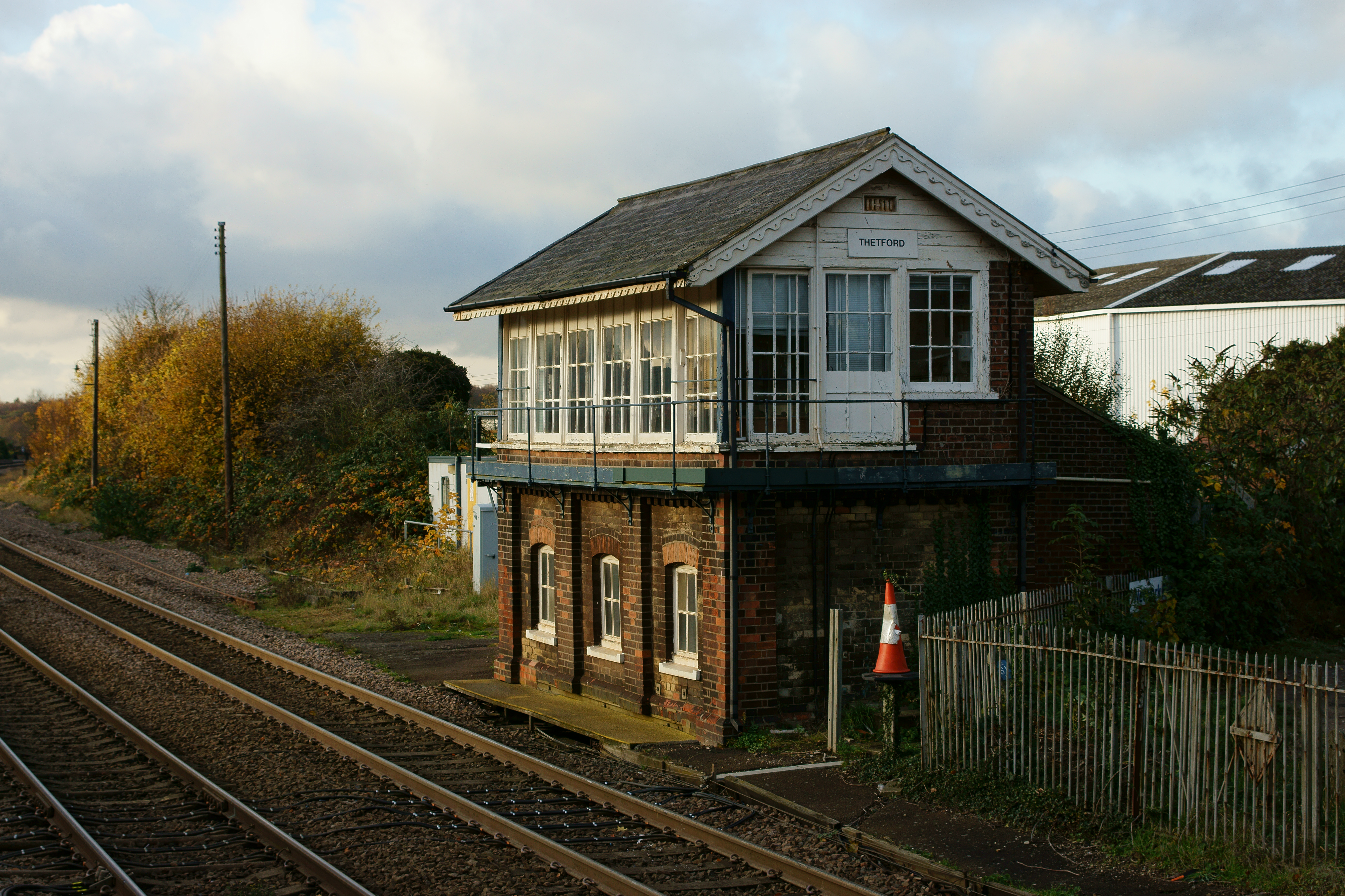
Seinhuis